# Halinovići
Halinovići su naseljeno mjesto u općini Kakanj, Federacija Bosne i Hercegovine, BiH.

## Stanovništvo

### 1991.
Nacionalni sastav stanovništva 1991. godine, bio je sljedeći:
ukupno: 154
- Muslimani – 154

### 2013.
Nacionalni sastav stanovništva 2013. godine, bio je sljedeći:
ukupno: 70
- Bošnjaci – 70